# 旭村 (高知県)
旭村（あさひむら）は、高知県土佐郡にあった村。現在の高知市中心部の西方、旭街地区にあたる。

## 地理
- 河川：鏡川、江ノ口川

## 歴史
- 1889年（明治22年）4月1日 - 町村制の施行により、石井村・杓田村・福井村・蓮代村・尾立村の区域をもって発足。
- 1925年（大正14年）1月1日 - 高知市に編入。高知市石井・杓田・福井・尾立・蓮台となる。

## 交通

### 鉄道路線
- 鉄道省
  - 土讃線
    - 旭駅

現在は旧村域に高知商業前駅が所在するが、当時は未開業。
- 土佐電気鉄道（現・とさでん交通）
  - 伊野線
    - 中須賀停留場（現・旭町一丁目停留場） - 赤石前停留場（現・旭駅前通停留場） - 下島停留場（現・旭町三丁目停留場） - 鏡川橋停留場

現在は旧村域に蛍橋停留場が所在するが、当時は未開業。

## 現在の町名
- 旧・石井 - 石立町、東石立町、城山町、東城山町、井口町、旭町一・二丁目、旭駅前町、北端町、中須賀町、赤石町
- 旧・杓田 - 旭町三丁目、旭上町、南元町、元町、旭天神町、水源町、本宮町、上本宮町、大谷、岩ヶ淵、鳥越、西塚ノ原、塚ノ原、長尾山町、佐々木町、横内、口細山
- 旧・福井 - 横内、福井町、福井東町、福井扇町、山手町、三ノ丸

※ 尾立・蓮台はそのまま